# Hugo Claus
Hugo Maurice Julien Claus (n. 5 aprilie 1929, Bruges, Belgia - d. 19 martie 2008, Anvers, Belgia) a fost un important romancier, poet, dramaturg, pictor și regizor de film flamand. A fost considerat unul dintre cei mai importanți scriitori contemporani de limbă olandeză.
Hugo Claus s-a născut în Bruges. Sub pseudonimul Dorothea van Male, a publicat romanul Schola Nostra (1971). De asemenea a semnat și cu pseudonimele Jan Hyoens și Thea Streiner.
În 1983, el a publicat Het verdriet van België ("The Sorrow of Belgium"), probabil cea mai faimoasă carte a sa.
Bolnav de Alzeihmer, a cerut sa fie eutanasiat.

## Premii
- 1952 - Arkprijs van het Vrije Woord pentru De Metsiers
- 1964 - August Beernaertprize pentru De verwondering
- 1965 - Henriëtte Roland Holst-prize pentru all his plays
- 1967 - Edmond Hustinxprize pentru all his plays
- 1979 - Constantijn Huygensprize
- 1985 - Cestoda-prize
- 1986 - Herman Gorterprize pentru Alibi
- 1986 - Prijs der Nederlandse Letteren
- 1994 - Prijs voor Meesterschap
- 1994 - VSB Poëzieprize pentru De Sporen
- 1997 - Libris Literatuurprize pentru De geruchten
- 1998 - Aristeion Prize

(listă incompletă)